# Jannis Ritsos
Jannis Ritsos (alternativ stavning Giannes eller Yiannis) (grekiska: Γιάννης Ρίτσος) född den 1 maj 1909 i Monemvasia, död den 11 november 1990 i Aten, var en grekisk poet och aktivist med en produktion på över hundra diktsamlingar. Till Ritsos mest kända verk hör Epitafios och Romiosini, båda tonsatta av Mikis Theodorakis.

## Biografi
Född i en välbärgad familj upplevde Ritsos stor sorg då han förlorade sin mor och äldsta bror i tuberkulos. Hans far drabbades hårt av förlusterna vilket föranledde faderns psykiska ohälsa samt ekonomiska ruin. Dessa händelser präglade Ritsos och påverkade hans poesi. Ritsos själv låg på sanatorium där han behandlades för tuberkulos under åren 1927–31.
I mitten av 1920-talet attraherades Ritsos till arbetarrörelsen, och anslöt sig 1931 till Greklands kommunistiska parti, KKE. Detta återspeglas i hans första diktsamling Traktorer från 1934. Dödsskjutningar vid strejker och arbetardemonstrationer i Thessaloniki i maj 1936 inspirerade Ritsos att skriva Epitafios, som med ett tydligt och enkelt språk uppmanar till enighet bland arbetarklassen. Epitafios tonsattes senare av Mikis Theodorakis, liksom Romiosini från 1966.
Under Nazitysklands ockupation av Grekland 1941–45 var Ritsos motståndsman och medlem i partisanrörelsen EAM-ELAS, där KKE var en ledande kraft. Även i det efterföljande grekiska inbördeskriget 1946–49 gav Ritsos sitt stöd till partisanerna, som nu kämpade mot den antikommunistiska regering som upprättats i landet under tvivelaktiga former med hjälp av grekiska f.d. quislingar, Storbritannien och USA. För detta sattes han i fångläger 1948, där han skulle komma att tillbringa fyra år, och hans verk kom att förbjudas tills 1954. Under den grekiska militärjuntans styre 1967–74 sattes Ritsos åter i fångläger, och hans verk blev förbjudna igen. Efter juntans fall fortsatte han att skriva och vara aktiv politiskt fram till sin död 1990.
Ritsos anses vara en av Greklands stora 1900-talspoeter. 1975 tilldelades han Lenins fredspris, och han var nominerad till Nobelpriset i litteratur flera gånger.